# Tossal Redó (Cubells)
El Tossal Redó és una muntanya de 529 metres que es troba al municipi de Cubells, a la comarca catalana de la Noguera.